# Tassillé
Tassillé är en kommun i departementet Sarthe i regionen Pays de la Loire i nordvästra Frankrike. Kommunen ligger i kantonen Loué som tillhör arrondissementet La Flèche. År 2022 hade Tassillé 132 invånare.

## Befolkningsutveckling
Antalet invånare i kommunen Tassillé
| Referens: INSEE |